# Otec (divadelní hra, Jirásek)

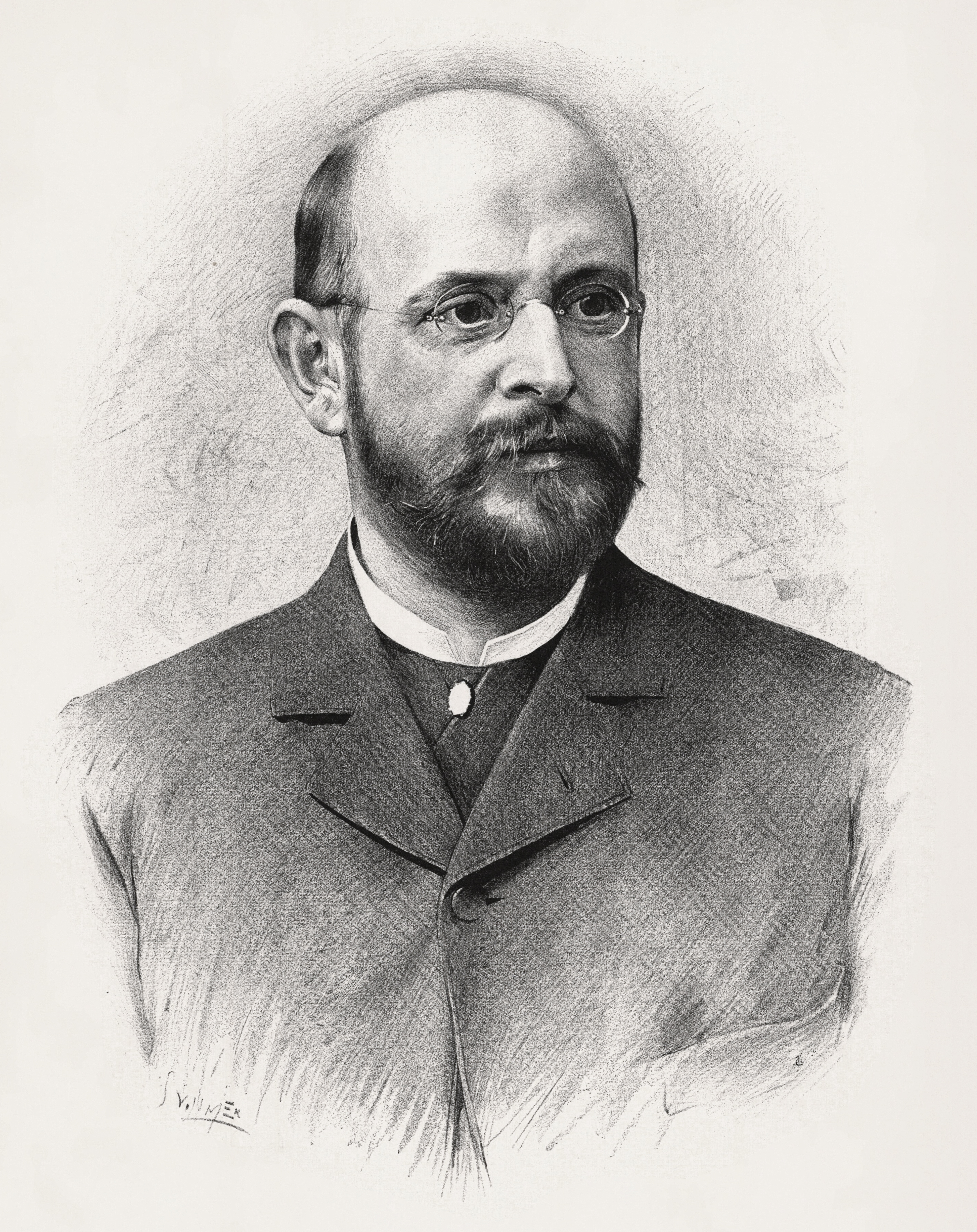
Alois Jirásek.

Otec je divadelní drama Aloise Jiráska o třech dějstvích. Premiéru měla tato hra v Národním divadle, kde byla hrána od 27. 11. 1894 do 30. 1. 1895. Tato hra je realistickou tragédií a obrazem z vesnického života. V dramatu dochází k odsouzení bezohledného sobectví. Jirásek se podobně jako při tvorbě dramatu Vojnarka inspiroval skutečnými událostmi: předobraz postavy Diviška nalezl v sedláku Zahálkovi ze vsi Sloupnice z okolí Litomyšle.  Dnes je drama Otec hráno spíše ochotnickými divadelními spolky. Hra byla v roce 1977 zpracována formou rozhlasové inscenace.

## Děj

### Hlavní postavy
Kopecký – sedlák, majitel chalupy

Divišek – čtvrtláník, hrabivý na peníze, přísný na své děti

Václav Kopecký – mladší syn Kopeckého

Anna Kopecká – dcera Kopeckého, je zamilována do Jana Diviška

Bobeš Divišek – syn Diviška, kterého otec určil pouze k těžké práci a považuje jej za dědice svého majetku

Jan Divišek – syn Diviška, kterého určil pro studium kněžského semináře

Křivda – doktor Smetana, který svými písněmi předznamenává smrt některého z vesničanů

### Popis děje
Sedlák Kopecký je bohatý člověk, který však své peníze utrácí téměř bez rozmyšlení ve snaze zajistit své rodině pohodlí. Kromě tohoto vyhradil značný obnos na to, aby svým dětem zaplatil nákladné vzdělání. Divišek je pravý opak Kopeckého. Své peníze šetří nejen na úkor sebe, ale i svých dětí. Neustále rozmnožuje svůj majetek a snaží se, aby za děti vydal co nejméně peněz. Také proto jim neustále vnucuje svou vůli a svá rozhodnutí. Dceru Františku poslal do kláštera, ze syna Jana chce mít kněze, a to vše jen proto, že takové zajištění jejich budoucnosti nestojí mnoho peněz. Naopak syna Bobše vychovává k tvrdé práci a slibuje mu, že on bude jeho dědicem, který zdědí značný majetek. Velkou Diviškovou touhou je získat statek Kopeckých, protože dříve tento statek patřil Diviškovu dědovi. Příležitost se mu naskytne tehdy, když od Kopeckého kupuje směnku na jeho dluhy. Ničí tak nejen rodinu Kopeckých, která je nucena se ze statku vystěhovat, ale také možnost vztahu mezi Annou Kopeckou a svým synem Janem. Jan opustil proti vůli otce  studia a chtěl se oženit s Annou Kopeckou. Po vyhnání Kopeckých ze statku se však Anna rozhoduje zůstat s rodiči a být jim oporou. Diviškova radost ze získání statku je však zkažena úmrtím Bobše, který je smrtelně zraněn během rvačky s Václavem Kopeckým. Divišek sice získal statek, po kterém tolik toužil, ale ve svém triumfu zůstává osamocen – Bobeš umírá a Jan se dobrovolně vrací do semináře.

## Výklad
Mezi nejvíce patrné realistické prvky v tomto dramatu patří vykreslení soudobého vesnického života (např. náboženské poutnické průvody, bubnování při dražbě) a zabarvení jazyka dialektem. Výrazné je líčení psychologie postav – v centru pozornosti je zejména načrtnutí Diviškovy povahy. Divišek byl celý svůj život hnán sobeckou touhou po penězích, které byl ochoten vše obětovat – i štěstí svých vlastních dětí. Nepochopil podstatu otcovské role, svým dětem tvrdě a bezohledně nutil svou vůli i za cenu zmaření jejich vlastní budoucnosti. Diviškovým protihráčem je v dramatu právě jeho „rival“ Kopecký. Ten svým dětem a jejich vzdělání obětuje veškerý majetek. Rozdíl mezi oběma muži je zvýrazněn v závěru hry: Kopecký, byť vyhnán ze svého domova a ponížen před celou vsí, nachází oporu u svých dětí, zatímco Divišek sice získal to, po čem jeho srdce tolik prahlo, avšak zůstává ve svém triumfu opuštěn. Jeho osamocení podtrhuje závěrečný Diviškův výrok: „a já sám – sám“, který naznačuje trpký úděl samoty, z nějž není vykoupení. Diviškovi však zcela nedochází, že tuto osamocenost si způsobil právě svojí tvrdostí a nekompromisností, které projevoval vůči svým dětem.
Toto dílo je možné označit za „drama selské
hrabivosti a pýchy“.  Na protikladu postav Diviška a Kopeckého je zobrazeno různé pojetí otcovské role a různých přístupů k výchově dětí. Kopecký dbá na vzdělání svých dětí ve snaze zabezpečit jim šťastný život. Divišek je pak spíše karikaturou otcovské role a starostlivosti o děti, neboť vše dělá pouze s ohledem na udržení či rozmnožení svého majetku. Drama pak lze chápat jako mravoličnou výstrahu, jak přistupovat k roli otce.

## Zajímavosti
- Roli Jana Divíška hrál i Vladimír Menšík, a to ve Vesnickém divadle v letech 1953- 1954.[8] Byla to ostatně jeho první divadelní role po absolutoriu na brněnské JAMU.